# 13e cérémonie des Grammy Awards
La 13e cérémonie des Grammy Awards a eu lieu le 16 mars 1971.

## Palmarès
| Prix                      | Artiste             | Titre                      |
| ------------------------- | ------------------- | -------------------------- |
| Enregistrement de l'année | Simon and Garfunkel | Bridge over Troubled Water |
| Album de l'année          | Simon and Garfunkel | Bridge over Troubled Water |
| Chanson de l'année        | Simon and Garfunkel | Bridge over Troubled Water |
| Meilleur nouvel artiste   | The Carpenters      | The Carpenters             |

### Country
| Prix              | Artiste       | Titre                       |
| ----------------- | ------------- | --------------------------- |
| Best Country Song | Marty Robbins | My Woman, My Woman, My Wife |

### Classique
| Prix                           | Artiste                                     | Titre                               |
| ------------------------------ | ------------------------------------------- | ----------------------------------- |
| Best Opera Recording           |                                             | Berlioz: Les Troyens                |
| Best Choral Performance        |                                             | Ives: New Music Of Charles Ives     |
| Best Chamber Music Performance | Eugene Istomin, Leonard Rose et Isaac Stern | Beethoven: The Complete Piano Trios |

### Autres
| Prix             | Artiste | Titre                             |
| ---------------- | ------- | --------------------------------- |
| Best Album Notes |         | The World's Greatest Blues Singer |